# Vor dem Ruhestand
Vor dem Ruhestand ist ein Theaterstück des österreichischen Dichters und Schriftstellers Thomas Bernhard.
In der Einzelausgabe von 1979 hat das Stück den Untertitel „Eine Komödie von deutscher Seele“, eine Bezeichnung, die wegen Bernhards sarkastischem Zerpflücken einer Familie bundesdeutscher Spießer, in der die nationalsozialistischen Ideen noch höchst lebendig sind, als Zynismus aufgefasst werden kann.
Mit aristotelischen Gattungsdefinitionen ist dieses Stück nicht zu fassen, Bernhard verfolgt hier vielmehr seine eigene Konzeption eines Theaters, das gleichermaßen Tragödie und Komödie vereinigt.
Anlass für das Stück war die Filbinger-Affäre in der Bundesrepublik Deutschland und die Auseinandersetzung zwischen dem Regisseur Claus Peymann und dem baden-württembergischen Ministerpräsidenten Hans Filbinger, der aufgrund seiner nationalsozialistischen Vergangenheit als Marinestabsrichter zum Rücktritt gezwungen wurde. Vor dem Ruhestand wurde am 29. Juni 1979 im Württembergischen Staatstheater Stuttgart uraufgeführt.

## Inhalt
Die drei Akte der „Komödie von deutscher Seele“ spielen im Haus des Gerichtspräsidenten Höller, eines ehemaligen SS-Offiziers und stellvertretenden KZ-Kommandanten, der jedes Jahr am siebten Oktober Himmlers Geburtstag feierlich begeht. Das Theaterpublikum darf sowohl den Vorbereitungen für das Fest als auch diesem selbst zuschauen. Am Ende des Stücks stirbt der von nationalsozialistischem Wahn ergriffene Rudolf an einem Herzanfall. Das Warten und das Feiern bilden den „kargen Aktionskern“ des Stücks.

## Aufbau

### Erster Akt
Im ersten Akt warten die zwei Schwestern auf ihren Bruder. Vera bügelt Rudolfs Richtertalar, aber auch seine SS-Offiziersuniform. Dadurch werden sowohl die gesellschaftliche Stellung des Gerichtspräsidenten Höller – und somit seine gegenwärtige Macht – als auch seine nationalsozialistische Vergangenheit thematisiert. Beide Frauen fangen an, sich wegen der – Clara zufolge schlechten – Behandlung ihres Kindermädchens Olga zu streiten. Dabei muss der Zuschauer feststellen, dass die zwei Schwestern grundverschieden sind und ihre Beziehung zueinander eine konfliktbeladene ist.

### Zweiter Akt
Am Anfang des zweiten Aktes sitzt Rudolf, der „ziemlich erschöpft“ von der Arbeit zurückgekommen ist, in einem Sessel und erzählt, dass er von jüdischen Kindern „angerempelt“ wurde. Ferner berichtet er stolz, dass er den Bau „eine[r] Giftgasfabrik […] vor [den] Fenstern“ des gemeinsam bewohnten Elternhauses verhindert hat – was nichts anderes als eine Fortsetzung von Himmlers Politik darstellt. Diese Berichte sind der Ausgangspunkt einer scharfen Kritik an der modernen Gesellschaft durch Rudolf und Vera, wobei die Juden für die angebliche „Verwahrlosung […] auf allen Gebieten“ verantwortlich gemacht werden. Als Vera den Raum kurz verlässt, bricht zwischen den Geschwistern Clara und Rudolf ein sehr heftiger Streit aus, durch welchen der ganze Hass zwischen den beiden zum Ausdruck kommt.

### Dritter Akt
Im dritten Akt sitzen alle drei Geschwister am Speisetisch und trinken anlässlich des Geburtstages von Himmler Sekt. Rudolf erscheint in „kompletter SS-Obersturmbannführeruniform mit Kappe, Pistole am Koppel und in schwarzen Schaftstiefeln“ [S. 979, S. 89].
Er schaut mit Vera sein Fotoalbum an und erzählt unbekümmert von seinen Kriegsverbrechen. [S. 108]. Bei der Feier trinkt er reichlich, zieht schließlich seine Pistole aus dem Halfter und droht den Schwestern, sie „umzulegen“ [S. 118]. Als er einen lebensbedrohlichen Herzanfall bekommt, sieht sich Vera gezwungen, einen jüdischen Arzt anzurufen. Vorher sagt sie zu Clara, diese habe sich durch ihr Schweigen schuldig an der Verstörung des Bruders gemacht. In der Tat übt Clara mit ihrem bedrückenden Schweigen – während des ganzen dritten Aktes spricht sie nur ein einziges Wort [S. 110] – eine besondere Macht aus.

## Figuren
Rudolf lebt mit seinen beiden Schwestern Vera und Clara völlig zurückgezogen, die Geschwister haben keine sozialen Kontakte mehr. Es gibt außer ihnen nur, wie in einem Gespräch erwähnt, ein taubstummes und analphabetisches Dienstmädchen namens Olga.

### Rudolf
In der Zeit des Nationalsozialismus hat Rudolf einen „Richterkurs“ [S. 107] besucht und wurde während des Krieges zum jüngsten Richter an der Ostfront. Dank Himmlers Hilfe und mit Veras Unterstützung konnte er nach Kriegsende in Deutschland seine Vergangenheit als stellvertretender KZ-Kommandant verbergen und entging somit einem Prozess und der Hinrichtung. Nach zehn Jahren wurden keine Fragen mehr über seine Tätigkeit in der Zeit des Nationalsozialismus gestellt. Obwohl Rudolf seine nationalsozialistischen Ideen nicht aufgegeben hat und bereit ist, sie mit Waffengewalt zu verteidigen; obwohl er davon träumt, Himmlers Geburtstag „ganz offen“ feiern zu können, hat er nach dem Krieg einen schnellen Aufstieg erlebt und wurde Gerichtspräsident und Abgeordneter.
Als guter und überzeugender Redner ist Rudolf ein besonders einflussreicher Mensch. Er scheint sogar den stellvertretende[n] Ministerpräsidenten persönlich zu kennen. Trotz seiner „Würdemaske“ [S. 71] und der Gefühllosigkeit, mit der er über seine ukrainischen Opfer spricht, hat der Gerichtspräsident Höller auch seine „zarten Seiten“ [S. 104]. Laut Vera wurde er nie ganz erwachsen und ist nach wie vor ein zaghafter und scheuer Mensch. So lässt er sich z. B. von Kindern einschüchtern. Rudolf steht kurz vor dem Ruhestand, den er fürchtet, weil ihm dann zu viel Zeit bleiben wird, "zu grübeln".

### Vera
Vera ist die ältere der zwei Schwestern. Auch wenn sie Rudolfs Faszination für Himmler nicht ganz teilt; auch wenn sie von seinem Wahn überzeugt ist, will sie ihn beim Begehen des Geburtstages seines „Idols“ unterstützen. Daher kann sie als Opportunistin betrachtet werden. Mit ihrem Bruder unterhält sie eine inzestuöse Beziehung, die als Parodie der nationalsozialistischen Bemühungen um die Bewahrung der Blutreinheit gelesen werden kann.

### Clara
Clara kann dagegen als Oppositionelle angesehen werden. Sie ist „Sozialistin“ und war in einen „Revolutionär“ verliebt, der allerdings Selbstmord beging. Sie liest "linke" Bücher und Zeitungen. Infolge eines amerikanischen Bombenangriffs ist sie querschnittsgelähmt und sitzt im Rollstuhl. Clara hasst ihre Geschwister, ist aber wegen ihrer Behinderung auf sie angewiesen. Lange Zeit hat sie die „Gesetze“ [S. 36] ihrer Geschwister hingenommen, weigert sich aber jetzt, das weiter zu tun. Mit ihrem bedrückenden Schweigen bringt sie schließlich ihren Bruder um.

## Rezeption und Interpretation
Bernhard zielt dieses Mal nicht, wie in den meisten seiner Stücke, auf gesellschaftliche Verhältnisse und Misswirtschaft in Österreich, Thema ist für dieses Mal das Fortbestehen nationalsozialistischer Strukturen in der Bundesrepublik Deutschland, exemplarisch vorgeführt an der Familie eines Richters. Die für Bernhards Stücke typischen Monologe sind hier zwar weniger ausufernd, die Gespräche zwischen den Beteiligten weiten sich aber immer wieder zu ungezügelten, wortreichen Hasstiraden aus.
In der DDR, wo „Vor dem Ruhestand“ ab 1986 aufgeführt wurde, sah man in der „Komödie von deutscher Seele“ vor allem ein „antifaschistisches Werk“: „Bernhards Stück wurde zur Bestätigung der Staatsideologie herangezogen, es schien – politisch gesehen – den Interessen der DDR in hohem Maße entgegenzukommen“. In der „Komödie von deutscher Seele“ geht es nicht nur um Hans Filbinger. Vielmehr scheint es, als ob Bernhard zeigen wollte, dass der „Verbrecher“ in „jedem von uns“ ist. Als er am 23. Juni 1980 in einem Spiegel-Interview mit Hellmuth Karasek und Erich Böhme gefragt wurde, ob „Vor dem Ruhestand“ ein Filbinger-Stück sei, sagte er: „Also missverstehen Sie mich nicht. Ich habe das Gefühl, dass ich und alle anderen mit allen verwandt sind. Dass auch ein Filbinger in mir ist wie in allen anderen.“

### Bibliographie
Textausgabe
- Vor dem Ruhestand. Eine Komödie von deutscher Seele. Frankfurt am Main: Suhrkamp 1979.

#### Sekundärliteratur
- Andreas Herzog: Vor dem Ruhestand der DDR: Missverständnisse um das komplizierteste Stück Thomas Bernhards. In: Forum Modernes Theater 7. 1992. H. 1, S. 18–35.
- Dagmar von Hoff: Familiengeheimnisse. Inzest in Literatur und Film der Gegenwart. Köln 2003.
- Hans Höller: Thomas Bernhard: Vor dem Ruhestand. In: Interpretationen: Dramen des 20. Jahrhunderts. Bd. 2. Stuttgart: Reclam 1996, S. 239–259.
- Anton Kiesenhofer: Aus Protest und Resignation. Künstlerproblematik und Gesellschaftsanalyse in vier Stücken von Thomas Bernhard: Ein Fest für Boris, Die Jagdgesellschaft, Vor dem Ruhestand, Am Ziel. In: Modern Austrian Literature. 21. 1988. H. 3/4, S. 123–134.
- Stefan Krammer: "Redet nicht von Schweigen ...". Zu einer Semiotik des Schweigens im dramatischen Werk Thomas Bernhards. Würzburg : Königshausen & Neumann 2003 (= Epistemata : Reihe Literaturwissenschaft ; 436).
- Rolf Michaelis: Kunstkrüppel vom Übertreibungsspezialisten. Notizen zu Thomas Bernhards Theaterstücken der Jahre 1974 bis 1982. In: Thomas Bernhard. In: Text + Kritik 43 (1982; zweite, erweiterte Auflage), S. 25–45.
- Lothar Pikulik: Heiner Kipphardt: Bruder Eichmann und Thomas Bernhard: Vor dem Ruhestand. Die „Banalität des Bösen“ auf der (Welt-)Bühne. In: Deutsche Gegenwartsdramatik. Bd. 1. Göttingen: Vandenhoeck & Ruprecht 1987. S. 141–191.
- Klaus von Schilling: Die Gegenwart der Vergangenheit auf dem Theater. Die Kultur der Bewältigung und ihr Scheitern im politischen Drama von Max Frisch bis Thomas Bernhard. Tübingen: Narr 2001 (=Forum Modernes Theater : Schriftenreihe; 29).
- Wendelin Schmidt-Dengler: Ohnmacht durch Gewohnheit. In: Ders.: Der Übertreibungskünstler. Vierte, erw. Auflage. Wien: Sonderzahl 2010, S. 156–175. (Aufsatz zum dramatischen Werk Bernhards mit spezieller Berücksichtigung von Vor dem Ruhestand)
- Bernhard Sorg: Das Leben als Falle und Traktat. Zu Thomas Bernhards Der Weltverbesserer. In: In Sachen Thomas Bernhard. Hrsg. v. Kurt Bartsch [u. a.]. Königstein im Taunus: Athenäum 1983, S. 148–157.
- Thomas Bernhard. Werkgeschichte. Hrsg. v. Jens Dittmar. Zweite, akt. Ausgabe. Frankfurt am Main: Suhrkamp 1990 (= Suhrkamp-Taschenbuch; 2002).
- Von einer Katastrophe in die andere. 13 Gespräche mit Thomas Bernhard. Hrsg. v. Sepp Dreissinger. Weitra : Publication PN°1 1992.